# Michael Kargbo
Michael Kargbo, född 20 augusti 1999 i Freetown, är en sierraleonsk fotbollsspelare som senast spelade för Piteå IF.

## Karriär
Kargbo, som är från Sierra Leone, har spelat fotboll i Sverige sedan 2017, och har representerat Eskilstuna City, AFC Eskilstuna, Assyriska FF och IFK Värnamo. Den första tiden i Sverige var tung för Kargbo, men med Assyriska gjorde han säsongen 2019 nio mål på 25 matcher i division 2. Säsongen 2020 gick han till IFK Värnamo, där han trivdes bra; han gjorde 14 mål och 6 assist på 28 matcher för klubben i division 1, och hjälpte klubben att vinna söderettan och gå upp i superettan.
I mars 2021 värvades Kargbo av seriekonkurrenten Gais, där han skrev på ett tvåårskontrakt. Han gjorde sitt första mål i superettan den 16 april 2021, då han gjorde det enda målet i hemmapremiären mot Västerås SK. Det skulle dock bli hans enda mål i serien det året, och Gais åkte ur superettan 2021 efter en misslyckad säsong, där Kargbo spelade i 15 seriematcher. Han stannade emellertid kvar i klubben i söderettan. Där blev han lagets bästa målskytt med 12 mål på 30 matcher när Gais vann serien och åter gick upp i superettan.
I februari 2023 blev Kargbo klar för Dalkurd FF i Ettan.
I februari 2024 värvades han av Piteå IF, där han skrev på ett tvåårskontrakt.

## Spelstil
När Kargbo värvades av Gais beskrev sportchefen Nicklas Karlström honom som en snabb och löpstark spelare med en irrationell spelstil, som behärskar alla tre offensiva positioner. Han kan avsluta med båda fötterna och är bra i boxen.